# Golden State Warriors
Die Golden State Warriors sind eine Basketball-Mannschaft aus der US-amerikanischen Basketballliga NBA. Das Team ist seit 2019 wieder im kalifornischen San Francisco beheimatet, nachdem es zuvor viele Jahre im benachbarten Oakland gespielt hatte. Der aktuelle Name bezieht sich auf den US-Bundesstaat Kalifornien, der in Anlehnung an den Goldrausch von 1849 „Golden State“ genannt wird.

## Geschichte

### Die Anfänge in Philadelphia und Meisterschaften

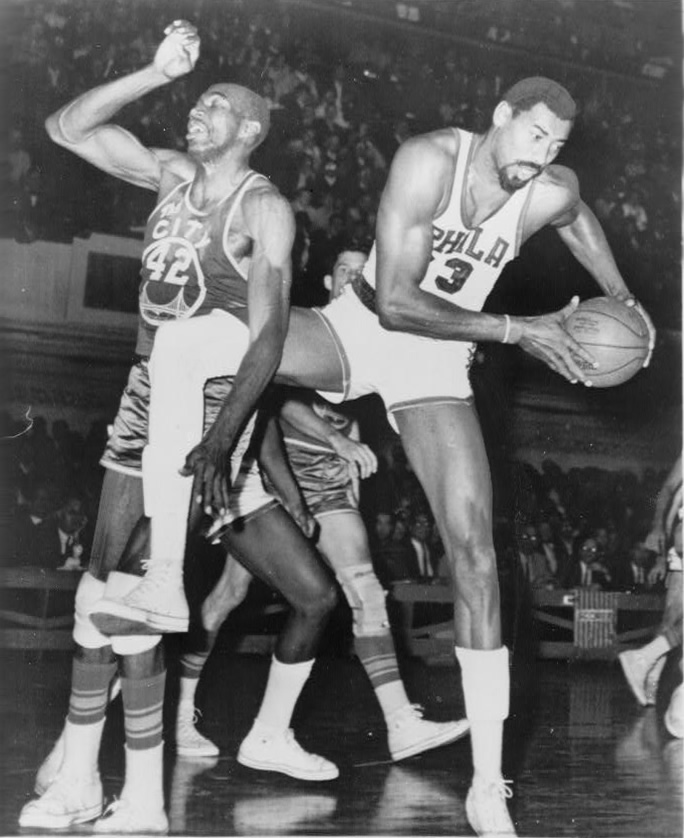
Wilt Chamberlain (rechts) im Duell mit Nate Thurmond (1966)

Der 1946 unter dem Namen Philadelphia Warriors von Eddie Gottlieb gegründete Club war eines der Gründungsmitglieder der Basketball Association of America (BAA), die später zur National Basketball Association (NBA) werden sollte. 1946/47 gewann das Team die erste offiziell ausgetragene Basketballmeisterschaft dieser neuen Major League. Das Team gewann in der Zeit, als es noch in Philadelphia beheimatet war, zweimal die Meisterschaft, 1947 mit Joe Fulks und 1956 mit Paul Arizin als den Stars ihrer Zeit. 1961 verkaufte Gottlieb das Franchise an eine Investorengruppe aus San Francisco, woraufhin es an die Westküste umzog und sich in San Francisco Warriors umbenannte.
Anfang der 60er hatten die Warriors mit Wilt Chamberlain einen der dominantesten Spieler der Geschichte in ihren Reihen. 1965 verließ dieser jedoch das Team und ging zurück nach Philadelphia, zu den Philadelphia 76ers. 1970 folgte schließlich der Umzug auf die andere Seite der San Francisco Bay nach Oakland und die Umbenennung in Golden State Warriors. Al Attles übernahm in diesem Jahr das Team für mehr als ein Jahrzehnt. Die 70er Jahre waren besonders von Superstar Rick Barry, der mit den Warriors 1975 die Meisterschaft gewann, und Center Nate Thurmond, der von 1963 bis 1974 für die Warriors spielte, geprägt.

### Die 1980er Jahre und die Run TMC-Ära
1978 verließ Barry die Warriors, nachdem man nicht die Playoffs erreicht hatte. Die kommenden Jahre war das Team aufgrund von schlechten Managemententscheidungen kein Playoffteilnehmer. So wurde zum Beispiel das Draftrecht an Kevin McHale und Robert Parish zu den Boston Celtics verkauft. Bei der NBA-Draft 1985 wählte man Chris Mullin an siebter Stelle aus. Dieser entwickelte sich schnell zum Star der Mannschaft. 1986 übernahm George Karl die Mannschaft. Gemeinsam mit Sleepy Floyd und Joe Barry Carroll wurden 1987 erstmals seit elf Jahren wieder die Playoffs erreicht. 1988 stieß Guard Mitch Richmond über den Draft hinzu, 1989 kam Tim Hardaway. Zusammen mit Mullin bildete das Trio die Run TMC-Ära, die für offensiven Basketball stand und unter Trainer Don Nelson 1991 die Playoffs erreichte.

### Die erfolglosen 1990er und 2000er Jahre
Im Sommer 1991 wurde Topscorer Richmond zu den Sacramento Kings für die Draftrechte an Billy Owens verkauft. Die Warriors erreichten mit Mullin und Hardaway dennoch 1992 mit 55 Saisonsiegen nochmal die Playoffs. 1993 wurden die Playoffs deutlich verpasst. Über die NBA-Draft 1993 erhielt man Chris Webber, der an erster Draftposition gezogen wurde. Mit dem jungen Star Latrell Sprewell wurden 1994 Playoffs erreicht, doch Webber überwarf sich mit Trainer Nelson und wurde zum Saisonende an die Washington Bullets verkauft. Die Warriors erhielten in der NBA-Draft 1995 den ersten Pick und wählten Joe Smith aus, dieser konnte jedoch die Erwartungen nie erfüllen und wurde 1998 zu den Philadelphia 76ers transferiert. Der bisherige Starspieler Hardaway wurde bereits mitten in der Saison 1995/96 an die Miami Heat transferiert. 1997 verließ mit Mullin das letzte Run TMC-Mitglied das Team. Sprewell wurde nach einer handgreiflichen Auseinandersetzung mit Trainer P.J. Carlesimo von der NBA für einen Großteil der Saison 1997/98 gesperrt und 1998 zu den New York Knicks verkauft. Auch Ende der 90er blieben die Warriors ein erfolgloses Team, das die Playoffs nicht erreichen konnte. Vor allem bei NBA-Drafts wurden Fehlentscheidungen getroffen. So wurde 1996 Todd Fuller vor Kobe Bryant oder Steve Nash ausgewählt, 1997 wählte man Adonal Foyle vor Tracy McGrady aus.

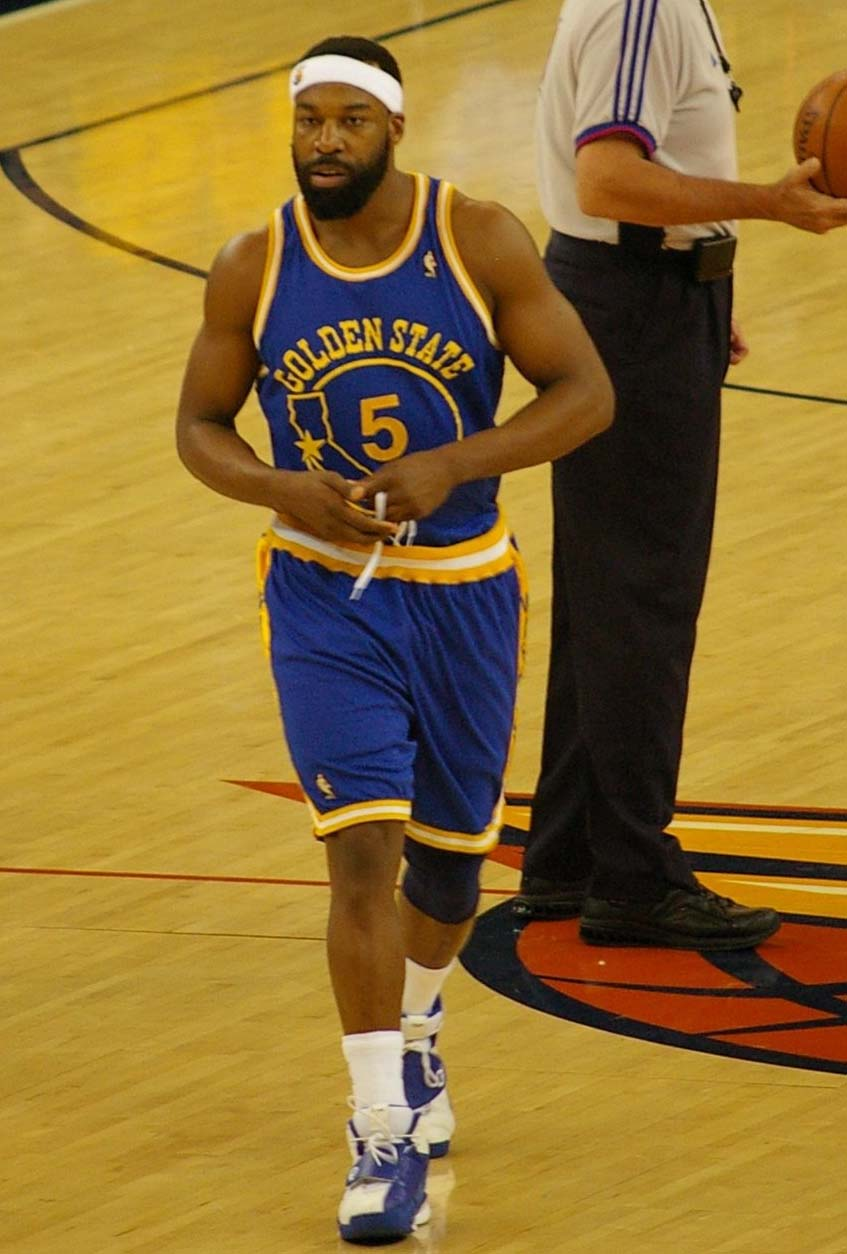
Baron Davis (2005–2008)

Anfang der 2000er hatten die Warriors mit Jason Richardson, Antawn Jamison, Mike Dunleavy jr. und Gilbert Arenas einen talentierten Kern. 2003 holte man mit diesem Team 38 Siege, so viele wie seit Jahren nicht mehr. Für die Playoffs reichte es dennoch nicht. Aufgrund der ausgelasteten Gehaltskappung konnte man mit Arenas nicht zu den gewünschten Konditionen verlängern, worauf er das Team nach der Saison verließ und sich den Washington Wizards anschloss. 2004 übernahm Chris Mullin als General Manager wieder das Team, konnte die gesteckten Ziele jedoch noch nicht erreichen. Allerdings wird seine Tätigkeit bisher als erfolgreicher gesehen als die Arbeit seines Vorgängers Gary St. Jean, der von Fans als „schlechtester GM aller Zeiten“ betrachtet wird. Jamison wurde zu den Wizards verkauft. 2005 konnte man Star-Point-Guard Baron Davis von den New Orleans Hornets verpflichten.
2006 übernahm wieder Don Nelson das Traineramt. Gemeinsam mit Richardson, Monta Ellis und Stephen Jackson wurden in Saison 2006/07 zum ersten Mal nach 13 Jahren wieder die Playoffs erreicht – ein Rekord in der NBA. Dort gelang es dem Team als achtplatzierter, die erstplatzierten Dallas Mavericks zu schlagen. Die Mavericks galten aufgrund ihrer herausragenden Saison, in der sie mit 67 Siegen die erfolgreichste Mannschaft der NBA waren, als großer Favorit. Trotzdem setzten sich überraschend die Golden State Warriors dank glänzender kämpferischen Leistungen und der guten Taktik ihres Coaches Nelson mit 4:2 Siegen durch. Es war erst das dritte Mal in der Geschichte der NBA-Play-offs und das erste Mal seit Einführung der Best-of-Seven-Serien in der ersten Play-off-Runde, dass sich ein an Position acht gesetztes Team gegen den Regular Season-Champ durchsetzen konnte. Allerdings schieden sie in der zweiten Runde gegen die Utah Jazz aus. Trotz 48 Siegen in der darauffolgenden Saison qualifizierten sich die Warriors im starken Westen nicht für die Playoffs. Das Team brach nun langsam auseinander. Richardson wurde schon 2007 zu den Charlotte Bobcats verkauft, nun verließ Davis das Team nach Los Angeles zu den Clippers. Die Warriors schlossen die Saison 2008/09 mit 29 Siegen ab. Bei der NBA-Draft 2009 wählte man an siebter Stelle Stephen Curry aus.

### Die 2010er Jahre, die Geburt der Splash-Brothers

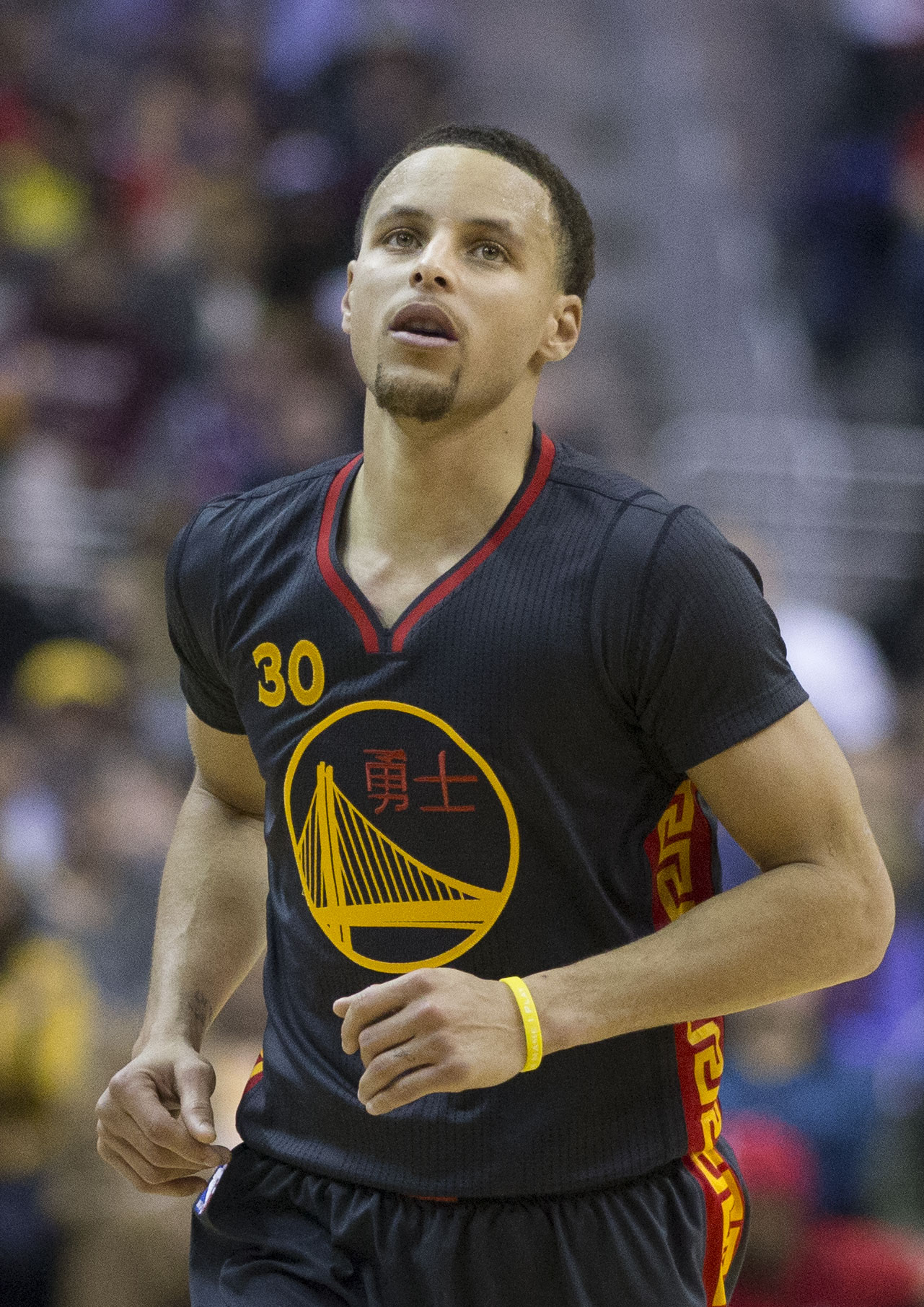
Point Guard Stephen Curry (seit 2009)

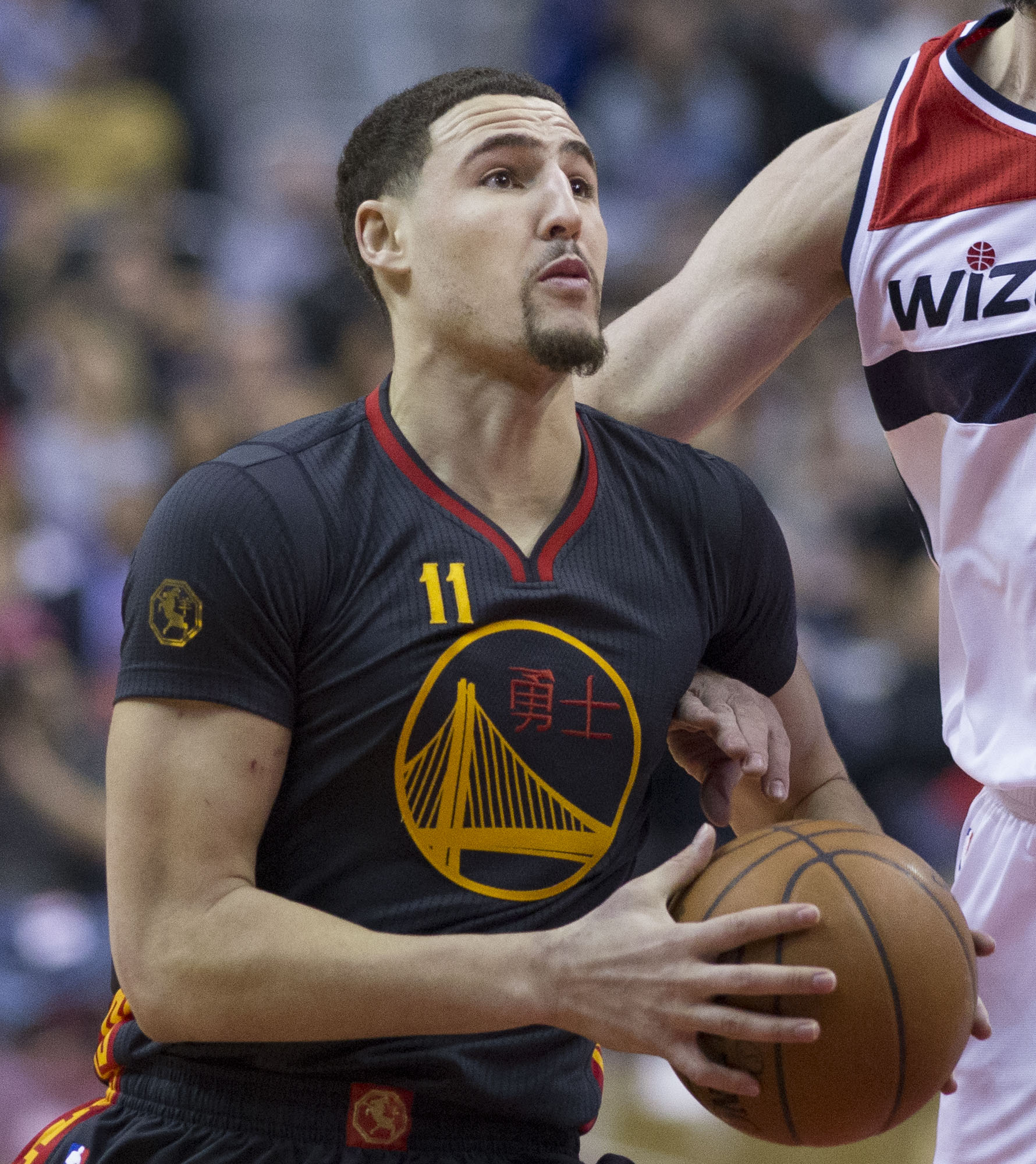
Klay Thompson (2011–2024)

Nachdem man 2010 auch die Playoffs verpasst hatte, wurde Starspieler Monta Ellis zu den Milwaukee Bucks verkauft, im Gegenzug kam Andrew Bogut. Im Juli 2010 wurde bekanntgegeben, dass der damalige Besitzer Chris Cohan das Team für einen damaligen Rekordbetrag von 450 Millionen US-Dollar an Joe Lacob und Peter Guber verkaufen wollte. Cohan hatte zuvor mit finanziellen Schwierigkeiten zu kämpfen, und in den 15 Jahren, in denen er das Team besaß, erreichten die Warriors nur ein einziges Mal in der Saison 2006/07 die Playoffs. Laut Presse sei deswegen vor allem die geographische Lage des Teams für den hohen Kaufpreis ausschlaggebend gewesen. Die San Francisco Bay Area gilt mit ihren rund sieben Millionen Einwohnern als einer der profitabelsten Basketballmärkte der USA. Joe Lacob sagte nach dem Kauf, dass er mit seinem Partner plane, die Warriors zur alten Größe zurückzuführen und dass das Team um nicht weniger als den Titel kämpfen werde („It is our passion to return the Warriors to greatness and build nothing short of a championship organization that will make all of us in the Bay Area proud.“) Ebenso wurde All-Star Forward David Lee von den New York Knicks verpflichtet. Ab 2011 übernahm Mark Jackson das Traineramt. Über die NBA-Draft 2011 erhielt man Klay Thompson, der an elfter Stelle ausgewählt wurde. Gemeinsam mit Curry sollte dieser in den nächsten Jahren die Splash Brothers-Ära bilden, die für ihre gefürchteten Distanzwürfe bekannt sind. Bei der NBA-Draft 2012 wählte man mit Harrison Barnes und Draymond Green weitere wichtige Talente, die sich später zu Stammspielern entwickeln sollten.
Im Mai 2012 erfolgte die Ankündigung, dass das Team ab 2017 in einer neuen Arena an der alten Heimstätte San Francisco spielen werde. Der Umzugstermin wurde später um zwei Jahre verschoben. In der Saison 2012/13 wurden als Sechster der Western Conference nach sechs Jahren und das zweite Mal innerhalb von 19 Jahren überhaupt wieder die Playoffs erreicht. Wichtigster Spieler mit über 20 Punkten pro Spiel und einem historischen NBA-Rekord von 272 Drei-Punkte-Würfen war Stephen Curry. Zusammen mit Klay Thompson trafen beide 483 Dreipunktwürfe. Auch das war ein historischer Rekordwert. In der ersten Runde der Playoffs trafen die Warriors auf die Denver Nuggets und konnten die Serie mit 4:2 für sich entscheiden. In der zweiten Runde trafen die Warriors auf die San Antonio Spurs. Gegen den Favoriten aus Texas mussten sich die Warriors schließlich mit 2:4 geschlagen geben.
Vor der Saison 2013/14 wechselten mit Andre Iguodala und Jermaine O’Neal zwei Routiniers in den Kader der Warriors. Nach einem schwachen Start konnte sich die Mannschaft von Headcoach Mark Jackson noch deutlich steigern und erreichte auch 2014 wieder die Playoffs. Dort schieden die Warriors in der ersten Runde gegen die Los Angeles Clippers aus. Nach dem Ausscheiden aus den Playoffs gaben die Warriors die Trennung von Mark Jackson bekannt. Sein Nachfolger wurde Steve Kerr.

### Rekordjahre und Back-to-Back Finals
Die Saison 2014/15 war eine historische für die Warriors. Sie schlossen die reguläre Saison mit 67:15 ab, was nicht nur den Franchise-Rekord bedeutete, sondern auch Saisonbestleistung aller Teams. Daran hatten die Splash Brothers einen großen Anteil. Beide hatten in dieser Saison ein 50-Punkte-Spiel. Klay Thompson legte am 23. Januar 2015 gegen die Sacramento Kings 52 Punkte auf. Dabei erzielte er im dritten Viertel 37 Punkte und traf alle seiner 13 Wurfversuche (davon 9 Dreier). Diese 37 Punkte bedeuteten einen neuen NBA-Rekord für die meisten Punkte in einem Viertel. Curry führte die Warriors am 4. Februar 2015 mit 51 Punkten zum Sieg über die Dallas Mavericks. Er verbesserte in dieser Saison seinen eigenen NBA-Rekord für die meisten verwandelten Dreier auf 286. Insgesamt verwandelten Curry und Thompson 525 Dreier und dies mit einer Quote von 44 %. Beide Spieler wurden in diesem Jahr zum NBA All-Star Game eingeladen, bei welchem sie im Team der Western Conference unter ihrem Rookie-Headcoach Steve Kerr starteten. Stephen Curry wurde für die Leistungen in dieser Saison zum MVP der Liga gewählt. Damit ist er nach Wilt Chamberlain, der zuletzt 1960 diese Auszeichnung gewann (damals noch als Philadelphia Warrior), der zweite Warrior, dem diese Ehre zuteilwurde.
Die Warriors bezwangen in den NBA Finals die Cleveland Cavaliers mit 4:2 und sicherten sich somit ihre vierte NBA-Meisterschaft. Statt Curry oder Thompson wurde hingegen Andre Iguodala zum Finals MVP gewählt. Nachdem die Warriors nach drei Spielen 1:2 zurückgelegen waren, wurde er von Trainer Steve Kerr für Spiel 4 in die Startformation berufen. Mit ihm an Stelle des größeren Andrew Bogut auf der Center-Position spielten die Warriors erheblich besser. Iguodala kam dabei die Sonderaufgabe zu, Superstar LeBron James von den Cavaliers zu decken. Er ist der erste Spieler in der Geschichte, der diese Auszeichnung erhält, obwohl er nicht ein einziges Spiel in der regulären Saison von Anfang an gespielt hat. Gleichzeitig wurde er der erste Finals MVP, der nicht in allen Finalbegegnungen startete.
Die Warriors starteten in die Saison 2015/16 furios und legten mit 20 Siegen in Folge einen Rekordstart hin, womit sie den Rekord der Washington Capitols (1948/49) und Houston Rockets (1993/94) überboten. Zudem war der Sieg gegen die Los Angeles Lakers der 43. Heimsieg in Folge mit mindestens 100 Punkten. Dies gelang zuletzt den Denver Nuggets in der Saison 1990/91. Nach 24 aufeinanderfolgenden Siegen und damit neuer Saisonstart-Bestmarke, verloren die Warriors gegen die Milwaukee Bucks. Saisonübergreifend holten die Warriors 28 Siege hintereinander, was die zweitlängste Siegesserie der NBA-Geschichte darstellt (ungeschlagen damit die 33 Siege in Folge der Los Angeles Lakers 1971/72). Eine Niederlage am 1. April 2016 beim Heimspiel in Oakland, die erste Heimniederlage bei einem Regular-Season-Spiel seit dem 27. Januar 2015, beendete die längste Heimsiegesserie der NBA-Geschichte nach 54 Spielen. Die Warriors gewannen im vorletzten 81. Saisonspiel in San Antonio und beendeten damit ihrerseits die Heimsiegesserie der Spurs nach 48 Spielen. Gleichzeitig verloren sie damit als erste Mannschaft innerhalb einer Saison keine zwei Spiele in Folge.
Im letzten Spiel übertraf die Mannschaft die bisherige Bestmarke bei der Saisonbilanz, die von den Chicago Bulls in der Saison 1995/96 mit 72:10 aufgestellt wurde. Durch einen 125:104-Sieg über die Memphis Grizzlies beendeten die Warriors die Saison mit einer Bilanz von 73–9. In den Playoffs gelang den Warriors in den Western Conference Finals ein Comeback. Nachdem man bereits mit 1:3 in der Best-of-Seven Serie gegen die Oklahoma City Thunder zurückgelegen war, gelang mit drei Siegen in Folge der erneute Einzug in die NBA Finals.  Dort warteten wie bereits im Vorjahr die Cleveland Cavaliers. Nach dem Comeback im Conference-Finale waren die Warriors nun auf der anderen Seite eines Comebacks. Nachdem sie bereits mit 3:1 geführt hatten, gelang es den Cavaliers drei Siege einzufahren und damit noch mit 4:3 und damit den Titel zu gewinnen.

### Die Entstehung der „Big 4“ und wieder ein Meistertitel
Am 4. Juli 2016 gab Kevin Durant bekannt, dass er sich den Golden State Warriors anschließen wird. Er bildete mit Green, Thompson und Curry zusammen die „Big 4“ aus vier All-Star- und All-NBA-Spielern.
In der Saison 2016/17 schlossen die Warriors die Hauptrunde mit 67 Siegen und 15 Niederlagen als beste Mannschaft im Westen ab. In der Meisterrunde setzten sie sich gegen Portland, Utah und San Antonio jeweils deutlich mit 4:0-Siegen durch und trafen in der Endspielserie auf Titelverteidiger Cleveland. Die Truppe von Cheftrainer Steve Kerr gewann die ersten drei Aufeinandertreffen gegen die Cavaliers, im vierten Spiel kassierte Oakland die einzige Playoff-Niederlage des Jahres, ehe in der fünften Partie der Meistertitel eingefahren wurde. Durant wurde als bester Spieler der Finalserie ausgezeichnet. Dem Auftakt in die Saison 2017/18 mit drei Niederlagen in den ersten sieben Partien folgte eine erfolgreichere Phase, so dass Golden State die reguläre Saison mit einer Bilanz von 58 Siegen zu 24 Niederlagen abschloss. Mit einem starken Triple Double Durants im letzten Spiel gewannen die Warriors die Finals mit makellosen 4:0-Siegen erneut gegen die Cleveland Cavaliers.
In der Free-Agency-Phase vor der Saison 2018/19 sicherten sich die Golden State Warriors überraschend den Center DeMarcus Cousins, welcher einen Einjahresvertrag zu äußerst günstigen Konditionen unterschrieb. Mit Cousins können die Warriors nun mit einem vollständigen Line-up aus aktuellen All-Stars auflaufen. Mit dem Sechsten Mann Andre Iguodala besitzen die Warriors außerdem einen weiteren All-Star – Iguodala wurde 2012 in das All-Star-Game gewählt – in ihren Reihen. Cousins gilt ebenso wie die anderen vier Starter als ausgezeichneter Schütze von jenseits der Dreipunktelinie. Auf Grund eines im Januar 2018 erlittenen Achillessehnenrisses und anschließender Rehaphase, kam er erst im Laufe der Saison zum Einsatz.
Die Warriors beendeten die Saison mit einer Bilanz von 57:25. In den Playoffs 2019 erreichten sie erneut die NBA-Finals. Dort unterlagen sie in einer hart umkämpften Serie den Toronto Raptors mit 2:4. In Spiel 5 der Serie riss sich Kevin Durant die Achillessehne, nachdem er schon in den ersten 4 Spielen wegen einer Wadenverletzung ausfiel. Weiterhin riss sich Klay Thompson im Spiel 6 das Kreuzband.

### 2019/2020 Der Neubeginn und erneuter Titel 2022
Nachdem die NBA-Finals 2019 mit 2-4 gegen die Toronto Raptors verloren gingen, verließ Kevin Durant die Warriors und wechselte zu den Brooklyn Nets.
Da auch Klay Thompson aufgrund eines in den Finals erlittenen Kreuzbandrisses die gesamte Saison ausfiel und Stephen Curry sich ebenfalls früh in der Saison an der Hand verletzte, verlief die Saison äußerst erfolglos. Die Warriors beendeten die Saison mit lediglich 15 Siegen bei 50 Niederlagen und verpassten deutlich die Playoffs.
Beim NBA-Draft 2020 wählten sie mit dem 2. Pick Center James Wiseman von der University of Memphis.
Die reguläre Saison 2020/21 wurde mit einer Bilanz von 39:33-Siegen beendet, obwohl Klay Thompson auch in dieser Saison verletzungsbedingt komplett ausfiel. Stephen Curry spielte dabei eine seiner stärksten Saisons und wurde zudem Scoring-Champion der Liga mit 32,0 Punkten pro Spiel. Trotz des 8. Platzes in der Western Conference, der nach dem bisher üblichen Modus zum Einzug in die Playoffs gereicht hätte, verfehlten die Warriors durch zwei knappe Niederlagen im neu eingeführten Play-in-Turnier für die siebt- bis zehntplatzierten Teams jeder Conference gegen die Los Angeles Lakers und einem 112:117 nach Overtime gegen die Memphis Grizzlies zum zweiten Mal in Folge den Einzug in die K.-o.-Runde der NBA.
In der Saison 2021/22 stellte Curry im Spiel bei den New York Knicks einen neuen Rekord in erzielten Drei-Punkte-Würfen auf, als er den 2974. Dreier verwandelte. Er löste damit Ray Allen als Rekordhalter ab.
Nach zwei Jahren Playoff-Abstinenz zogen die Warriors mit einer Bilanz von 53:29 in diese ein. Nach Siegen über Denver, Memphis und Dallas zogen die Warriors in die NBA-Finals 2022 gegen die Boston Celtics ein. Diese konnten sie mit 4-2 besiegen und beendeten die Saison mit dem vierten Meistertitel innerhalb von acht Jahren. Mit insgesamt sieben Meisterschaften haben sie nun die drittmeisten aller Teams nach den Lakers und Celtics (beide 17).
Nach einer durchwachsenen Saison 2022/23 und einigen Verletzungen von Curry beendeten die Warriors die Saison auf Platz 6 im Westen und trafen in Runde 1 auf die Sacramento Kings. Dort siegten sie in einer hart umkämpften Serie in Spiel 7 bei den Kings, dank eines überragenden Steph Curry. Dieser erzielte als erster Spieler in einem game 7 50 Punkte.
In Runde 2 trafen die Warriors auf die Lakers. Diese gewannen die Serie mit 4-2.
Nachdem man in der Saison zuvor die Playoffs verpasst hatte, verließ Klay Thompson die Warriors im Sommer zu den Dallas Mavericks. Im Februar 2025 kam Jimmy Butler im Trade für Andrew Wiggins von den Miami Heat. Mit Butler im Lineup spielte die Warriors eine starke Schlussphase der Saison 2024/25 und beendeten diese mit einer Bilanz von 48:34 Siegen. Im Play-In um Platz sieben bezwang man die Memphis Grizzlies in einer umkämpften Partie mit 121:116, Steph Curry erzielte 37 Punkte und somit zogen die Warriors erneut in die Playoffs ein. In der ersten Runde traf man auf die 2. platzierten Houston Rockets. Nach einer 3:1-Führung verlor man die beiden folgenden Spiele und es ging in ein entscheidendes Game 7 in Houston. In einer hart umkämpften Partie behielten die Warriors, auch dank 33 Punkten und 9 erfolgreichen 3ern von Buddy Hield, am Ende mit 103:89 die Oberhand und zogen in die 2. Runde ein. 
| Nr. | Nat.                         | Name                 | Position       | Geburt     | Größe  | Info | College                 |
| --- | ---------------------------- | -------------------- | -------------- | ---------- | ------ | ---- | ----------------------- |
| 0   | Vereinigte Staaten           | Gary Payton II       | Guard          | 12.01.1992 | 191 cm |      | Oregon State            |
| 00  | Kongo Demokratische Republik | Jonathan Kuminga     | Forward        | 06.10.2002 | 201 cm |      | The Patrick School (NJ) |
| 1   | Australien                   | Taran Armstrong      | Guard          | 15.01.2002 | 196 cm | R G  | Cal Baptist             |
| 2   | Vereinigte Staaten           | Brandlin Podziemski  | Guard          | 25.02.2003 | 196 cm |      | Santa Clara             |
| 4   | Vereinigte Staaten           | Moses Moody          | Guard          | 31.05.2002 | 196 cm |      | Arkansas                |
| 5   | Vereinigte Staaten           | Kevon Looney         | Forward/Center | 06.02.1996 | 206 cm |      | UCLA                    |
| 7   | Bahamas                      | Buddy Hield          | Guard          | 17.12.1992 | 193 cm |      | Oklahoma                |
| 10  | Vereinigte Staaten           | Jimmy Butler         | Forward        | 14.09.1989 | 201 cm |      | Marquette               |
| 12  | Vereinigte Staaten           | Braxton Key          | Forward        | 14.02.1997 | 203 cm |      | Virginia                |
| 15  | Brasilien                    | Gui Santos           | Guard          | 22.06.2002 | 198 cm |      | Brasilien               |
| 21  | Niederlande                  | Quinten Post         | Center         | 21.03.2000 | 213 cm | R    | Boston College          |
| 23  | Vereinigte Staaten           | Draymond Green       | Forward        | 04.03.1990 | 201 cm |      | Michigan State          |
| 30  | Vereinigte Staaten           | Stephen Curry        | Guard          | 14.03.1988 | 191 cm | C    | Davidson                |
| 32  | Vereinigte Staaten           | Trayce Jackson-Davis | Forward/Center | 22.02.2000 | 206 cm |      | Indiana                 |
| 44  | Kanada                       | Jackson Rowe         | Forward        | 04.01.1997 | 201 cm | R G  | Cal State Fullerton     |
| 61  | Vereinigte Staaten           | Pat Spencer          | Guard          | 04.07.1996 | 191 cm |      | Northwestern            |

| Nat.               | Name           | Position                              |
| ------------------ | -------------- | ------------------------------------- |
| Vereinigte Staaten | Steve Kerr     | Headcoach                             |
| Vereinigte Staaten | Kenny Atkinson | Assistenzcoach                        |
| Vereinigte Staaten | Ron Adams      | Assistenzcoach                        |
| Vereinigte Staaten | Bruce Fraser   | Assistenzcoach zur Spielerentwicklung |
| Vereinigte Staaten | Chris DeMarco  | Assistenzcoach                        |

| Abk. | Bedeutung                       |
| ---- | ------------------------------- |
| Nr.  | Trikotnummer                    |
| Nat. | Nationalität                    |
| C    | Mannschaftskapitän              |
| R    | Rookie                          |
| FA   | Free Agent                      |
| G    | Two-way contract                |
|      | Verletzungsbedingte Inaktivität |

## Ehrungen und nennenswerte Leistungen
Folgende Rückennummern von bedeutenden Warriors-Spielern (auch aus der Zeit in Philadelphia und San Francisco) werden nicht mehr vergeben. Bis auf Wilt Chamberlain wurden all diese Spieler in der Bay Area Sports Hall of Fame geehrt.
| Nr. | Nat.               | Name             | Position              | Zeit                                                                              |
| --- | ------------------ | ---------------- | --------------------- | --------------------------------------------------------------------------------- |
| 13  | Vereinigte Staaten | Wilt Chamberlain | Center                | 1959–1965, davon 1959–1962 in Philadelphia                                        |
| 14  | Vereinigte Staaten | Tom Meschery     | Forward               | 1961–1971, davon 1961/62 in Philadelphia                                          |
| 16  | Vereinigte Staaten | Al Attles        | Guard Trainer Manager | 1960–1971, davon 1960–1962 in Philadelphia Trainer 1970–1983 danach im Management |
| 17  | Vereinigte Staaten | Chris Mullin     | Forward               | 1985–1997, 2000/01                                                                |
| 24  | Vereinigte Staaten | Rick Barry       | Forward               | 1965–1967, 1972–1978                                                              |
| 42  | Vereinigte Staaten | Nate Thurmond    | Center                | 1963–1974                                                                         |

| Nat.               | Name             | Position                                | Zeit                                             |
| ------------------ | ---------------- | --------------------------------------- | ------------------------------------------------ |
| Vereinigte Staaten | Paul Arizin      | Forward                                 | 1950–1962 in Philadelphia                        |
| Vereinigte Staaten | Rick Barry       | Forward                                 | 1966–1967 in San Francisco, 1972–1978 in Oakland |
| Vereinigte Staaten | Wilt Chamberlain | Center                                  | 1959–1964 in Philadelphia/San Francisco          |
| Vereinigte Staaten | Joe Fulks        | Forward                                 | 1946–1954 in Philadelphia                        |
| Vereinigte Staaten | Tom Gola         | Forward/Guard                           | 1955–1962 in Philadelphia                        |
| Vereinigte Staaten | Neil Johnston    | Center                                  | 1951–1959 in Philadelphia                        |
| Vereinigte Staaten | Jerry Lucas      | Center                                  | 1969–1971 in San Francisco                       |
| Vereinigte Staaten | Chris Mullin     | Forward                                 | 1985–1997 in Oakland                             |
| Vereinigte Staaten | Robert Parish    | Center                                  | 1976–1980 in Oakland                             |
| Vereinigte Staaten | Andy Phillip     | Guard                                   | 1950–1953 in Philadelphia                        |
| Vereinigte Staaten | Nate Thurmond    | Center                                  | 1963–1974 in San Francisco/Oakland               |
| Vereinigte Staaten | Eddie Gottlieb   | Gründer, erster Coach und Team-Besitzer | 1946–1962 in Philadelphia                        |

| Name                 | aktueller Verein |
| -------------------- | ---------------- |
| Joe Barry Carroll    | Karriere beendet |
| Jamal Crawford       | Karriere beendet |
| Erick Dampier        | Karriere beendet |
| Baron Davis          | Karriere beendet |
| Mike Dunleavy Jr.    | Karriere beendet |
| Kevin Durant         | Houston Rockets  |
| Monta Ellis          | Free Agent       |
| Sleepy Floyd         | Karriere beendet |
| Tim Hardaway         | Karriere beendet |
| Stephen Jackson      | Karriere beendet |
| Antawn Jamison       | Karriere beendet |
| David Lee            | Karriere beendet |
| Corey Maggette       | Karriere beendet |
| Šarūnas Marčiulionis | Karriere beendet |
| Jason Richardson     | Karriere beendet |
| Mitch Richmond       | Karriere beendet |
| Rudy LaRusso         | Karriere beendet |
| Latrell Sprewell     | Karriere beendet |
| Nate Thurmond        | Karriere beendet |
| Chris Webber         | Karriere beendet |
| Jamaal Wilkes        | Karriere beendet |

## Statistiken
| Jahr                   | Siege:Niederlagen     | Siege [%]             | Play-offs                                                                 |                       |                       |                       |                       |                       |                       |                       |                       |                       |                       |
| Philadelphia Warriors  | Philadelphia Warriors | Philadelphia Warriors | Philadelphia Warriors                                                     | Philadelphia Warriors | Philadelphia Warriors | Philadelphia Warriors | Philadelphia Warriors | Philadelphia Warriors | Philadelphia Warriors | Philadelphia Warriors | Philadelphia Warriors | Philadelphia Warriors | Philadelphia Warriors |
| ---------------------- | --------------------- | --------------------- | ------------------------------------------------------------------------- | --------------------- | --------------------- | --------------------- | --------------------- | --------------------- | --------------------- | --------------------- | --------------------- | --------------------- | --------------------- |
| 1946/47                | 35:25                 | 58,3                  | BAA-Meister gegen die Chicago Stags mit 4:1                               |                       |                       |                       |                       |                       |                       |                       |                       |                       |                       |
| 1947/48                | 27:21                 | 56,3                  | 2:4 in den BAA-Finals gegen die Baltimore Bullets                         |                       |                       |                       |                       |                       |                       |                       |                       |                       |                       |
| 1948/49                | 28:32                 | 46,7                  | 0:2 in den Eastern Division-Halbfinals gegen die Washington Capitols      |                       |                       |                       |                       |                       |                       |                       |                       |                       |                       |
| 1949/50                | 26:42                 | 38,2                  | 0:2 in den Eastern Division-Halbfinals gegen die Syracuse Nationals       |                       |                       |                       |                       |                       |                       |                       |                       |                       |                       |
| 1950/51                | 40:26                 | 60,6                  | 0:2 in den Eastern Division-Halbfinals gegen die Syracuse Nationals       |                       |                       |                       |                       |                       |                       |                       |                       |                       |                       |
| 1951/52                | 33:33                 | 50,0                  | 1:2 in den Eastern Division-Halbfinals gegen die Syracuse Nationals       |                       |                       |                       |                       |                       |                       |                       |                       |                       |                       |
| 1952/53                | 12:57                 | 17,4                  | Nicht für die Play-offs qualifiziert                                      |                       |                       |                       |                       |                       |                       |                       |                       |                       |                       |
| 1953/54                | 29:43                 | 40,3                  | Nicht für die Play-offs qualifiziert                                      |                       |                       |                       |                       |                       |                       |                       |                       |                       |                       |
| 1954/55                | 33:39                 | 45,8                  | Nicht für die Play-offs qualifiziert                                      |                       |                       |                       |                       |                       |                       |                       |                       |                       |                       |
| 1955/56                | 45:27                 | 62,5                  | NBA-Meister gegen die Fort Wayne Pistons mit 4:1                          |                       |                       |                       |                       |                       |                       |                       |                       |                       |                       |
| 1956/57                | 37:35                 | 51,4                  | 0:2 in den Eastern Division-Halbfinals gegen die Syracuse Nationals       |                       |                       |                       |                       |                       |                       |                       |                       |                       |                       |
| 1957/58                | 37:35                 | 51,4                  | 1:4 in den Eastern Division-Finals gegen die Boston Celtics               |                       |                       |                       |                       |                       |                       |                       |                       |                       |                       |
| 1958/59                | 32:40                 | 44,4                  | Nicht für die Play-offs qualifiziert                                      |                       |                       |                       |                       |                       |                       |                       |                       |                       |                       |
| 1959/60                | 49:26                 | 65,3                  | 2:4 in den Eastern Division-Finals gegen die Boston Celtics               |                       |                       |                       |                       |                       |                       |                       |                       |                       |                       |
| 1960/61                | 46:33                 | 58,2                  | 0:3 in den Eastern Division-Halbfinals gegen die Syracuse Nationals       |                       |                       |                       |                       |                       |                       |                       |                       |                       |                       |
| 1961/62                | 49:31                 | 61,3                  | 3:4 in den Eastern Division-Finals gegen die Boston Celtics               |                       |                       |                       |                       |                       |                       |                       |                       |                       |                       |
| San Francisco Warriors |                       |                       |                                                                           |                       |                       |                       |                       |                       |                       |                       |                       |                       |                       |
| 1962/63                | 31:49                 | 38,3                  | Nicht für die Play-offs qualifiziert                                      |                       |                       |                       |                       |                       |                       |                       |                       |                       |                       |
| 1963/64                | 48:32                 | 60,0                  | 1:4 in den NBA-Finals gegen die Boston Celtics                            |                       |                       |                       |                       |                       |                       |                       |                       |                       |                       |
| 1964/65                | 17:63                 | 21,3                  | Nicht für die Play-offs qualifiziert                                      |                       |                       |                       |                       |                       |                       |                       |                       |                       |                       |
| 1965/66                | 35:45                 | 43,8                  | Nicht für die Play-offs qualifiziert                                      |                       |                       |                       |                       |                       |                       |                       |                       |                       |                       |
| 1966/67                | 44:37                 | 54,4                  | 2:4 in den NBA-Finals gegen die Philadelphia 76ers                        |                       |                       |                       |                       |                       |                       |                       |                       |                       |                       |
| 1967/68                | 43:39                 | 52,5                  | 0:4 in den Western Division-Finals gegen die Los Angeles Lakers           |                       |                       |                       |                       |                       |                       |                       |                       |                       |                       |
| 1968/69                | 41:41                 | 50,0                  | 2:4 in den Western Division-Halbfinals gegen die Los Angeles Lakers       |                       |                       |                       |                       |                       |                       |                       |                       |                       |                       |
| 1969/70                | 30:52                 | 36,6                  | Nicht für die Play-offs qualifiziert                                      |                       |                       |                       |                       |                       |                       |                       |                       |                       |                       |
| 1970/71                | 41:41                 | 50,0                  | 1:4 in den Western Conference-Halbfinals gegen die Milwaukee Bucks        |                       |                       |                       |                       |                       |                       |                       |                       |                       |                       |
| Golden State Warriors  |                       |                       |                                                                           |                       |                       |                       |                       |                       |                       |                       |                       |                       |                       |
| 1971/72                | 51:31                 | 62,2                  | 1:4 in den Western Conference-Halbfinals gegen die Milwaukee Bucks        |                       |                       |                       |                       |                       |                       |                       |                       |                       |                       |
| 1972/73                | 47:35                 | 57,3                  | 1:4 in den Western Conference-Finals gegen die Los Angeles Lakers         |                       |                       |                       |                       |                       |                       |                       |                       |                       |                       |
| 1973/74                | 44:38                 | 53,7                  | Nicht für die Play-offs qualifiziert                                      |                       |                       |                       |                       |                       |                       |                       |                       |                       |                       |
| 1974/75                | 48:34                 | 58,8                  | NBA-Meister gegen die Washington Bullets mit 4:0                          |                       |                       |                       |                       |                       |                       |                       |                       |                       |                       |
| 1975/76                | 59:23                 | 72,0                  | 3:4 in den Western Conference-Finals gegen die Phoenix Suns               |                       |                       |                       |                       |                       |                       |                       |                       |                       |                       |
| 1976/77                | 46:36                 | 56,1                  | 3:4 in den Western Conference-Halbfinals gegen die Los Angeles Lakers     |                       |                       |                       |                       |                       |                       |                       |                       |                       |                       |
| 1977/78                | 43:39                 | 52,4                  | Nicht für die Play-offs qualifiziert                                      |                       |                       |                       |                       |                       |                       |                       |                       |                       |                       |
| 1978/79                | 38:44                 | 46,3                  | Nicht für die Play-offs qualifiziert                                      |                       |                       |                       |                       |                       |                       |                       |                       |                       |                       |
| 1979/80                | 24:58                 | 29,3                  | Nicht für die Play-offs qualifiziert                                      |                       |                       |                       |                       |                       |                       |                       |                       |                       |                       |
| 1980/81                | 39:43                 | 47,6                  | Nicht für die Play-offs qualifiziert                                      |                       |                       |                       |                       |                       |                       |                       |                       |                       |                       |
| 1981/82                | 45:37                 | 54,9                  | Nicht für die Play-offs qualifiziert                                      |                       |                       |                       |                       |                       |                       |                       |                       |                       |                       |
| 1982/83                | 30:52                 | 36,6                  | Nicht für die Play-offs qualifiziert                                      |                       |                       |                       |                       |                       |                       |                       |                       |                       |                       |
| 1983/84                | 37:45                 | 45,1                  | Nicht für die Play-offs qualifiziert                                      |                       |                       |                       |                       |                       |                       |                       |                       |                       |                       |
| 1984/85                | 22:60                 | 26,8                  | Nicht für die Play-offs qualifiziert                                      |                       |                       |                       |                       |                       |                       |                       |                       |                       |                       |
| 1985/86                | 30:52                 | 36,6                  | Nicht für die Play-offs qualifiziert                                      |                       |                       |                       |                       |                       |                       |                       |                       |                       |                       |
| 1986/87                | 42:40                 | 51,2                  | 1:4 in den Western Conference-Halbfinals gegen die Los Angeles Lakers     |                       |                       |                       |                       |                       |                       |                       |                       |                       |                       |
| 1987/88                | 20:62                 | 24,4                  | Nicht für die Play-offs qualifiziert                                      |                       |                       |                       |                       |                       |                       |                       |                       |                       |                       |
| 1988/89                | 43:39                 | 52,4                  | 1:4 in den Western Conference-Halbfinals gegen die Phoenix Suns           |                       |                       |                       |                       |                       |                       |                       |                       |                       |                       |
| 1989/90                | 37:45                 | 45,1                  | Nicht für die Play-offs qualifiziert                                      |                       |                       |                       |                       |                       |                       |                       |                       |                       |                       |
| 1990/91                | 44:38                 | 53,7                  | 1:4 in den Western Conference-Halbfinals gegen die Los Angeles Lakers     |                       |                       |                       |                       |                       |                       |                       |                       |                       |                       |
| 1991/92                | 55:27                 | 67,1                  | 1:3 in der ersten Runde gegen die Seattle SuperSonics                     |                       |                       |                       |                       |                       |                       |                       |                       |                       |                       |
| 1992/93                | 34:48                 | 41,5                  | Nicht für die Play-offs qualifiziert                                      |                       |                       |                       |                       |                       |                       |                       |                       |                       |                       |
| 1993/94                | 50:32                 | 61,0                  | 0:3 in der ersten Runde gegen die Phoenix Suns                            |                       |                       |                       |                       |                       |                       |                       |                       |                       |                       |
| 1994/95                | 26:56                 | 31,7                  | Nicht für die Play-offs qualifiziert                                      |                       |                       |                       |                       |                       |                       |                       |                       |                       |                       |
| 1995/96                | 36:46                 | 43,9                  | Nicht für die Play-offs qualifiziert                                      |                       |                       |                       |                       |                       |                       |                       |                       |                       |                       |
| 1996/97                | 30:52                 | 36,6                  | Nicht für die Play-offs qualifiziert                                      |                       |                       |                       |                       |                       |                       |                       |                       |                       |                       |
| 1997/98                | 19:63                 | 23,2                  | Nicht für die Play-offs qualifiziert                                      |                       |                       |                       |                       |                       |                       |                       |                       |                       |                       |
| 1998/99                | 21:29                 | 42,0                  | Nicht für die Play-offs qualifiziert                                      |                       |                       |                       |                       |                       |                       |                       |                       |                       |                       |
| 1999/00                | 19:63                 | 23,2                  | Nicht für die Play-offs qualifiziert                                      |                       |                       |                       |                       |                       |                       |                       |                       |                       |                       |
| 2000/01                | 17:65                 | 20,7                  | Nicht für die Play-offs qualifiziert                                      |                       |                       |                       |                       |                       |                       |                       |                       |                       |                       |
| 2001/02                | 21:61                 | 25,6                  | Nicht für die Play-offs qualifiziert                                      |                       |                       |                       |                       |                       |                       |                       |                       |                       |                       |
| 2002/03                | 38:44                 | 46,3                  | Nicht für die Play-offs qualifiziert                                      |                       |                       |                       |                       |                       |                       |                       |                       |                       |                       |
| 2003/04                | 37:45                 | 45,1                  | Nicht für die Play-offs qualifiziert                                      |                       |                       |                       |                       |                       |                       |                       |                       |                       |                       |
| 2004/05                | 34:48                 | 41,5                  | Nicht für die Play-offs qualifiziert                                      |                       |                       |                       |                       |                       |                       |                       |                       |                       |                       |
| 2005/06                | 34:48                 | 41,5                  | Nicht für die Play-offs qualifiziert                                      |                       |                       |                       |                       |                       |                       |                       |                       |                       |                       |
| 2006/07                | 42:40                 | 51,2                  | 1:4 in den Western Conference-Halbfinals gegen den Utah Jazz              |                       |                       |                       |                       |                       |                       |                       |                       |                       |                       |
| 2007/08                | 48:34                 | 58,5                  | Nicht für die Play-offs qualifiziert                                      |                       |                       |                       |                       |                       |                       |                       |                       |                       |                       |
| 2008/09                | 29:53                 | 35,4                  | Nicht für die Play-offs qualifiziert                                      |                       |                       |                       |                       |                       |                       |                       |                       |                       |                       |
| 2009/10                | 26:56                 | 31,7                  | Nicht für die Play-offs qualifiziert                                      |                       |                       |                       |                       |                       |                       |                       |                       |                       |                       |
| 2010/11                | 36:46                 | 43,9                  | Nicht für die Play-offs qualifiziert                                      |                       |                       |                       |                       |                       |                       |                       |                       |                       |                       |
| 2011/12                | 23:43                 | 34,8                  | Nicht für die Play-offs qualifiziert                                      |                       |                       |                       |                       |                       |                       |                       |                       |                       |                       |
| 2012/13                | 47:35                 | 57,3                  | 2:4 in den Western Conference-Halbfinals gegen die San Antonio Spurs      |                       |                       |                       |                       |                       |                       |                       |                       |                       |                       |
| 2013/14                | 51:31                 | 62,2                  | 3:4 in der ersten Runde gegen die Los Angeles Clippers                    |                       |                       |                       |                       |                       |                       |                       |                       |                       |                       |
| 2014/15                | 67:15                 | 81,7                  | NBA-Meister gegen die Cleveland Cavaliers mit 4:2                         |                       |                       |                       |                       |                       |                       |                       |                       |                       |                       |
| 2015/16                | 73:9                  | 89,6                  | 3:4 in den NBA-Finals gegen die Cleveland Cavaliers                       |                       |                       |                       |                       |                       |                       |                       |                       |                       |                       |
| 2016/17                | 67:15                 | 81,7                  | NBA-Meister gegen die Cleveland Cavaliers mit 4:1                         |                       |                       |                       |                       |                       |                       |                       |                       |                       |                       |
| 2017/18                | 58:24                 | 70,7                  | NBA-Meister gegen die Cleveland Cavaliers mit 4:0                         |                       |                       |                       |                       |                       |                       |                       |                       |                       |                       |
| 2018/19                | 57:25                 | 69,5                  | 2:4 in den NBA-Finals gegen die Toronto Raptors                           |                       |                       |                       |                       |                       |                       |                       |                       |                       |                       |
| 2019/20                | 15:50                 | 23,1                  | Nicht für die Play-offs qualifiziert                                      |                       |                       |                       |                       |                       |                       |                       |                       |                       |                       |
| 2020/21                | 39:33                 | 54,2                  | Nicht für die Play-offs qualifiziert in den Play-ins                      |                       |                       |                       |                       |                       |                       |                       |                       |                       |                       |
| 2021/22                | 53:29                 | 64,6                  | NBA-Meister gegen die Boston Celtics mit 4:2                              |                       |                       |                       |                       |                       |                       |                       |                       |                       |                       |
| 2022/23                | 44:38                 | 53,7                  | 2:4 in den Western Conference-Halbfinals gegen die Los Angeles Lakers     |                       |                       |                       |                       |                       |                       |                       |                       |                       |                       |
| 2023/24                | 46:36                 | 56,1                  | Nicht für die Play-offs qualifiziert in den Play-ins                      |                       |                       |                       |                       |                       |                       |                       |                       |                       |                       |
| 2024/25                | 48:34                 | 58,5                  | 1:4 in den Western Conference-Halbfinals gegen die Minnesota Timberwolves |                       |                       |                       |                       |                       |                       |                       |                       |                       |                       |
| Gesamt                 | 3017:3168             | 48,8                  | 217:179 in den Playoffs (54,8 %) – 7 NBA-Meisterschaften                  |                       |                       |                       |                       |                       |                       |                       |                       |                       |                       |

## Spielstätten
Von 1966 bis 2019 war die Oracle Arena die Heimhalle der Golden State Warriors. Bei Heimspielen bot die Arena 19.596 Zuschauern Platz. Einzig während der Renovierung der Oracle Arena von 1996 bis 1997 verließen die Warriors die Arena und absolvierten ihre Heimspiele im HP Pavilion (heute SAP Center) im nahen San Jose.
Während ihrer Zeit in San Francisco waren das Bill Graham Civic Auditorium, das War Memorial Gymnasium und der Cow Palace die Heimspielorte der Warriors. Seit 2019 spielen sie im Chase Center in San Francisco.